# Mistrovství světa ve veslování 2009

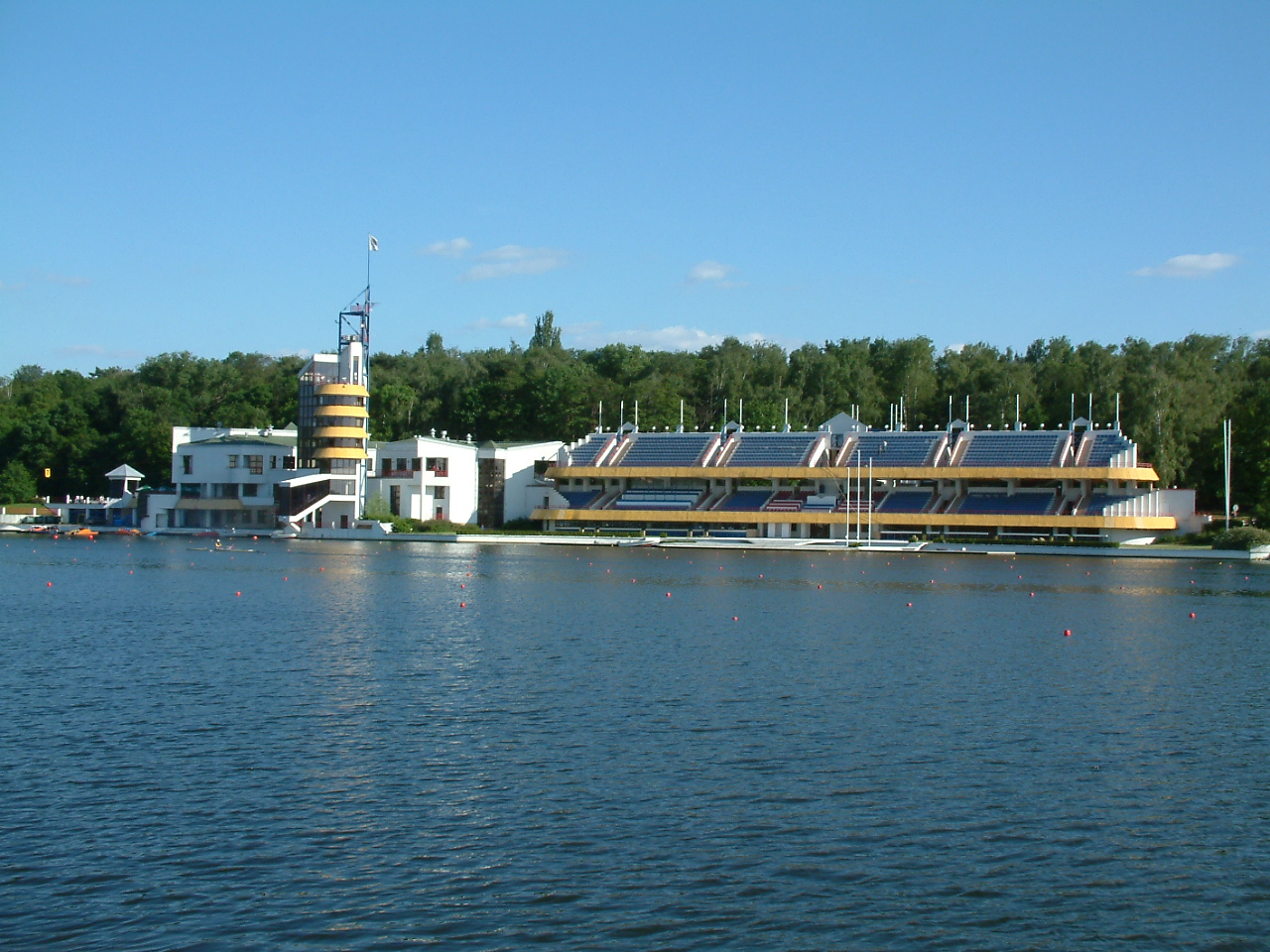
Jezero Malta, hlavní tribuna veslařského areálu

Mistrovství světa ve veslování 2009 byl v pořadí 38. šampionát konaný mezi 23. a 30. srpnem 2009 na jezeře Malta v polské Poznani.
Každoroční veslařská regata trvající jeden týden je organizována Mezinárodní veslařskou federací (International Rowing Federation; FISA) obvykle na konci léta severní polokoule. V neolympijských letech představuje mistrovství světa vyvrcholení mezinárodního veslařského kalendáře a v roce, jenž předchází olympijským hrám, představuje jejich hlavní kvalifikační událost. V olympijských letech pak program mistrovství zahrnuje pouze neolympijské disciplíny.

## Medailové pořadí
| Pořadí | Země               | Zlato | Stříbro | Bronz | Celkem |
| ------ | ------------------ | ----- | ------- | ----- | ------ |
| 1      | Německo            | 4     | 1       | 3     | 8      |
| 2      | Nový Zéland        | 4     | 0       | 1     | 5      |
| 3      | USA                | 3     | 3       | 1     | 7      |
| 4      | Itálie             | 2     | 2       | 1     | 5      |
| 5      | Polsko             | 2     | 1       | 1     | 4      |
| 6      | Spojené království | 1     | 5       | 1     | 7      |
| 7      | Francie            | 1     | 2       | 0     | 3      |
| 8      | Řecko              | 1     | 1       | 1     | 3      |
| 9      | Nizozemsko         | 1     | 0       | 3     | 4      |
| 10     | Bělorusko          | 1     | 0       | 0     | 1      |
| 10     | Švýcarsko          | 1     | 0       | 0     | 1      |
| 10     | Ukrajina           | 1     | 0       | 0     | 1      |
| 13     | Austrálie          | 0     | 2       | 0     | 2      |
| 13     | Rumunsko           | 0     | 2       | 0     | 2      |
| 15     | Dánsko             | 0     | 1       | 3     | 4      |
| 16     | Česko              | 0     | 1       | 2     | 3      |
| 17     | Kanada             | 0     | 1       | 1     | 2      |
| 18     | Bulharsko          | 0     | 0       | 1     | 1      |
| 18     | Estonsko           | 0     | 0       | 1     | 1      |
| 18     | Slovinsko          | 0     | 0       | 1     | 1      |
| 18     | Srbsko             | 0     | 0       | 1     | 1      |
| Celkem | Celkem             | 22    | 22      | 22    | 66     |

## Přehled medailí

### Mužské disciplíny
| Disciplína                      | Zlato | Čas     | Stříbro | Čas     | Bronz | Čas     |
| Skif M1x                        | Nový Zéland Mahé Drysdale | 6:33,25 | Spojené království Alan Campbell | 6:34,30 | Česko Ondřej Synek | 6:38,53 |
| Dvojskif M2x                    | Německo Eric Knittel Stephan Krueger | 6:07,02 | Francie Julien Bahain Cedric Berrest | 6:07,82 | Estonsko Allar Raja Kaspar Taimsoo | 6:07,86 |
| Párová čtyřka M4x               | Polsko Konrad Wasielewski Marek Kolbowicz Michał Jeliński Adam Korol                                                                               | 5:38,53 | Austrálie Nick Hudson Jarred Bidwell David Crawshay Daniel Noonan                                                                                    | 5:39,66 | Německo Tim Grohmann Karsten Brodowski Marcel Hacker Tim Bartels | 5:39,85 |
| Dvojka s kormidelníkem M2+      | USA Troy Kepper Henrik Rummel Marcus McElhenney (k)                                                                                                | 6:53,58 | Česko Jakub Makovička Václav Chalupa Oldřich Hejdušek (k)                                                                                            | 6:54,58 | Německo Philipp Naruhn Florian Eichner Tim Berent (k) | 6:55,44 |
| Dvojka bez kormidelníka M2-     | Nový Zéland Eric Murray Hamish Bond | 6:15,93 | Spojené království Pete Reed Andrew Triggs Hodge | 6:17,45 | Řecko Nikolaos Gkountoulas Apostolos Gkountoulas | 6:23,01 |
| Čtyřka bez kormidelníka M4-     | Spojené království Alex Partridge Richard Egington Alex Gregory Matthew Langridge                                                                  | 5:47,28 | Austrálie Matthew Ryan James Marburg Cameron McKenzie-McHarg Francis Hegerty                                                                         | 5:49,20 | Slovinsko Tomaž Pirih Rok Rozman Rok Kolander Miha Pirih | 5:51,11 |
| Osma M8+                        | Německo Urs Käufer Gregor Hauffe Florian Mennigen Kristof Wilke Richard Schmidt Filip Adamski Toni Seifert Sebastian Schmidt Martin Sauer (k)      | 5:24,13 | Kanada Steven Van Knotsenburg Gabriel Bergen Robert Gibson Douglas Csima Malcolm Howard Andrew Byrnes James Dunaway Derek O'Farrell Mark Laidlaw (k) | 5:27,15 | Nizozemsko Meindert Klem Robert Lücken David Kuiper Jozef Klaassen Olivier Siegelaar Mitchel Steenman Olaf Van Andel Diederik Simon Peter Wiersum (k)                          | 5:28,32 |
| Skif LV LM1x                    | Nový Zéland Duncan Grant | 6:50,78 | Řecko Vasileios Polymeros | 6:52,33 | Dánsko Mads Rasmussen | 6:56,25 |
| Dvojskif LV LM2x                | Nový Zéland Storm Uru Peter Taylor | 6:10,62 | Francie Jeremie Azou Frédéric Dufour | 6:12,57 | Itálie Marcello Miani Elia Luini | 6:15,08 |
| Párová čtyřka LV LM4x           | Itálie Franco Sancassani Daniele Gilardoni Lorenzo Bertini Stefano Basalini                                                                        | 5:47,50 | Německo Knud Lange Lars Wichert Felix Oevermann Michael Wieler                                                                                       | 5:49,89 | Dánsko Hans Christian Soerensen Christian Nielsen Rasmus Quist Andreas Ramboel                                                                                                 | 5:51,67 |
| Dvojka bez kormidelníka LV LM2- | Francie Fabien Tilliet Jean-Christophe Bette | 6:29,63 | Itálie Andrea Caianiello Armando Dell'Aquila | 6:31,40 | Srbsko Nenad Babović Miloš Tomić | 6:31,58 |
| Čtyřka bez kormidelníka LV LM4- | Německo Matthias Schömann-Finck Jost Schömann-Finck Jochen Kühner Martin Kühner                                                                    | 5:50,77 | Dánsko Christian Pedersen Jens Vilhelmsen Kasper Winther Morten Jørgensen                                                                            | 5:51,02 | Polsko Łukasz Pawłowski Łukasz Siemion Miłosz Bernatajtys Paweł Rańda | 5:52,70 |
| Osma LM8+                       | Itálie Luigi Scala Davide Riccardi Livio La Padula Martino Goretti Emiliano Ceccatelli Gennaro Gallo Jiri Vlcek Bruno Mascarenhas Andrea Lenzi (k) | 5:33,92 | USA John Dise Kenneth McMahon Ryan Fox Andrew Diebold Anthony Fahden Matthew Muffelman James Sopko Matthew Kochem Kerry Quinn (k)                    | 5:37,15 | Nizozemsko Thom Van Den Anker Diederick Van Den Bouwhuijsen Maarten Tromp Jolmer Van Der Sluis Stijn Verwey Rutger Bruil Dion Van Schie Joeri Bruschinski Ryan Der Drijver (k) | 5:39,69 |

### Ženské disciplíny
| Disciplína                  | Zlato | Čas     | Stříbro | Čas     | Bronz | Čas     |
| Skif W1x                    | Bělorusko Jekatěrina Karstenová | 7:11,78 | Spojené království Katherine Graingerová | 7:13,57 | Česko Miroslava Knapková | 7:16,22 |
| Dvojskif W2x                | Polsko Magdalena Fularczyková Julia Michalská | 6:47,18 | Spojené království Anna Watkinsová Annabel Vernonová | 6:48,82 | Bulharsko Rumjana Nejkovová Miglena Markovová | 6:50,16 |
| Párová čtyřka W4x           | Ukrajina Světlana Spirjuchová Taťána Kolesniková Anastasija Koženkovová Jana Dementěvová                                                                                  | 6:18,41 | USA Megan Walshová Stesha Carle Sarah Trowbridge Kathleen Bertková                                                                                                 | 6:21,54 | Německo Annekatrin Thieleová Peggy Waleská Stephanie Schillerová Christiane Huthová                                                                                                  | 6:24,27 |
| Dvojka bez kormidelnice W2- | USA Zsuzsanna Francia Erin Cafarová | 7:06,28 | Rumunsko Camelia Lupascu Nicoleta Albu | 7:06,64 | Nový Zéland Emma-Jane Feathery Rebecca Scownová | 7:06,94 |
| Čtyřka bez kormidelnice W4- | Nizozemsko Chantal Achterbergová Nienke Kingma Carline Bouwová Femke Dekkerová                                                                                            | 6:31,34 | USA Amanda Polková Jamie Redmanová Eleanor Loganová Esther Lofgrenová                                                                                              | 6:36,01 | Kanada Sarah Waterfieldová Sandra Kisilová Jennifer Tutersová Emma Darlingová | 6:36,87 |
| Osma W8+                    | USA Erin Cafarová Mara Allenová Laura Larsenová-Streckerová Zsuzsanna Francia Anna Goodale Lindsay Shoopová Caroline Lindová Katherine Glessnerová Kateline Snyderová (k) | 6:05,34 | Rumunsko Roxana Cogianu Ionela Zaharia Maria Diana Bursucová Ioana Craciunová Adelina Cojocariu Nicoleta Albu Camelia Lupascu Eniko Mironcicová Teodora Stoica (k) | 6:06,94 | Nizozemsko Nienke Groenová Claudia Belderbosová Jacobine Veenhovenová Sytske De Grootová Chantal Achterbergová Nienke Kingma Carline Bouwová Femke Dekkerová Anne Schellekensová (k) | 6:07,43 |
| Skif LV LW1x                | Švýcarsko Pamela Weisshauptová | 7:36,23 | Itálie Laura Milani | 7:37,18 | Dánsko Juliane Rasmussenová | 7:37,42 |
| Dvojskif LV LW2x            | Řecko Christina Giazitzidouová Alexandra Tsiavouová | 6:51,46 | Polsko Magdalena Kemnitzová Agnieszka Rencová | 6:56,65 | Spojené království Hester Goodsellová Sophie Hoskingová | 6:56,67 |
| Párová čtyřka LV LW4x       | Německo Lena Müllerová Helke Nieschlagová Laura Tibitanzlová Julia Kroegerová                                                                                             | 6:32,91 | Spojené království Stephanie Cullenová Laura Greenhalghová Andrea Dennisová Jane Hallová                                                                           | 6:35,42 | USA Hillary Saegerová Lindsey Hochmanová Stefanie Sydliková Abelyn Broughtonová | 6:36,88 |